# اوا والستروم
اوا اولریکا بیرگیتا راسنن والستروم (زادهٔ ۳۰ اکتبر ۱۹۸۰) یک بوکسور حرفه‌ای فنلاندی بازنشسته است که از سال ۲۰۱۰ تا ۲۰۲۰ به رقابت پرداخت. او بین سال‌های ۲۰۱۵ تا ۲۰۲۰ عنوان قهرمانی شورای جهانی بوکس در وزن فوق‌سبک زنان را در اختیار داشت. همچنین در سطح منطقه‌ای، از سال ۲۰۱۲ تا ۲۰۱۵ قهرمان دسته فوق‌سبک زنان اروپا بود. به‌عنوان بوکسور آماتور، او مدال نقره دسته سبک‌وزن را در مسابقات ۲۰۰۴ و ۲۰۰۵ به دست آورد و نماینده فنلاند در مسابقات قهرمانی بوکس آماتور زنان جهان در سال ۲۰۰۶ بود. او موفق‌ترین بوکسور حرفه‌ای فنلاند تا به امروز است و اولین و تنها فنلاندی است که عنوان قهرمانی جهان را از یکی از چهار نهاد معتبر بوکس کسب کرده است.

## دوران آماتوری
والستروم از حدود سن ۱۶ سالگی بوکس را آغاز کرد و نماینده باشگاه ورزشی لوویسا رینتو بود. او دوران آماتوری بسیار موفقی داشت و موفق شد ده مدال طلای پیاپی در مسابقات قهرمانی ملی فنلاند (۱۹۹۹–۲۰۰۸) و چهار مدال طلا در مسابقات قهرمانی نوردیک (۲۰۰۳–۲۰۰۵، ۲۰۰۷) کسب کند. همچنین دو بار مدال نقره در مسابقات قهرمانی بوکس آماتور زنان اروپا را در سال‌های ۲۰۰۴ و ۲۰۰۵ به دست آورد.

## دوران حرفه‌ای
پس از دوران طولانی و موفق آماتوری، والستروم اولین مبارزه حرفه‌ای خود را در ۲۶ مارس ۲۰۱۰ انجام داد. او در این مسابقه با ناک‌اوت فنی در دور سوم حریفش، ایرینا بولدیا، را شکست داد. در ۲۱ مه ۲۰۱۱، او با میلنا کولوا مبارزه کرد که نتیجه آن پس از شش دور با تساوی به پایان رسید. والستروم در ۳۱ مارس ۲۰۱۲، عنوان اولین قهرمانی منطقه‌ای خود یعنی قهرمانی اروپا در وزن فوق‌سبک زنان را به‌دست‌آورد و در یک مبارزه ده‌دوری با تصمیم‌گیری داوران بر آگوتا ایلکو پیروز شد.
در تابستان ۲۰۱۲، والستروم به آمبولی ریه مبتلا شد که ممکن بود به دوران حرفه‌ای او پایان دهد. او پس از بهبودی در سال ۲۰۱۳، در ۷ دسامبر به رینگ بازگشت و در شش دور بر آنا سیکورا، حریف پر افتخارش که در کیک‌بوکسینگ و موی تای مدال‌های زیادی کسب کرده بود، با تصمیم‌گیری داوران پیروز شد. والستروم در ۱۶ اوت ۲۰۱۴ یک بار از عنوان قهرمانی اروپای خود دفاع کرد و در یک مبارزه ده‌دوری با تصمیم‌گیری داوران بر جما گونتاروک پیروز شد و قهرمانی خود را حفظ کرد.
در ۲۵ آوریل ۲۰۱۵، اوا والستروم توانست ناتالیا ونسا دل واله آگویره را در یک مبارزه ۱۰ راندی با رأی داوران شکست دهد. با این پیروزی، او عنوان قهرمانی دسته فوق‌سبک در فدراسیون جهانی بوکس را کسب کرد و به اولین بوکسور فنلاندی تبدیل شد که یک عنوان جهانی معتبر را به دست می‌آورد. اولین دفاع موفق او از این عنوان در ۱۸ مارس ۲۰۱۶ با پیروزی در یک مسابقه ۱۰ راندی دیگر مقابل داهیانا سانتانا رقم خورد.
در سپتامبر ۲۰۱۸ اعلام شد که والستروم در دفاع از عنوان قهرمانی خود به مصاف فیروزا شارپووا خواهد رفت که همزمان عنوان قهرمانی سازمان بین‌المللی بوکس (IBO) را نیز در اختیار داشت. اما به دلیل آسیب‌دیدگی شارپووا، این مسابقه به تعویق افتاد و در نهایت لغو شد. در عوض، والستروم در ۱۵ دسامبر ۲۰۱۸ در مدیسون اسکوئر گاردن نیویورک با کتی تیلور ایرلندی مبارزه کرد. تیلور از عناوین قهرمانی خود در دسته سبک‌وزن دفاع کرد، در حالی که والستروم به دلیل تغییر وزن نتوانست عنوان قهرمانی شورای جهانی بوکس خود را حفظ کند. سرانجام تیلور در تمامی ۱۰ راند پیروز شد.
در اوت ۲۰۱۹، والستروم در یک مسابقه با رونیکا جفری موفق شد عنوان قهرمانی شورای جهانی بوکس خود را حفظ کند.
والستروم در فوریه ۲۰۲۰ عنوان قهرمانی خود را به تری هارپر واگذار کرد.
در مارس ۲۰۲۰، والستروم بازنشستگی خود را اعلام کرد. از مجموع ۲۷ مسابقه حرفه‌ای، او ۲۳ پیروزی، ۲ شکست و ۲ مساوی به دست آورد.

## زندگی شخصی
والستروم از فنلاندی‌های سوئدی‌زبان است و دو برادر بزرگتر دارد.
او در سپتامبر ۲۰۱۶ با نیکلاس راسنن، بوکسور حرفه‌ای فنلاندی، ازدواج کرد. آنها یک پسر (متولد ۲۰۲۱) دارند و هر دو از روابط قبلی خود یک فرزند دارند. پسر بزرگتر والستروم، لئون (متولد ۲۰۰۹)، در مسابقات قهرمانی بوکس نوجوانان ملی مدال برنز کسب کرده است. خانواده آنها در پوروو سکونت دارند.
علاوه بر بوکس، والستروم در برنامه تلویزیونی واقع‌نمای فنلاندی سورین پودوتایا در فصل‌های بهار ۲۰۰۶ و پاییز ۲۰۰۷ به عنوان مربی شخصی حضور داشت، که در آن با یانی سیوینن همکاری کرد.